# Зенон Шордиковски
Зенон Шордиковски (пољ. Zenon Szordykowski; 7. јун 1947) је бивши пољски атлетичар специјалиста за трчање на средње стазе, а најбоље резултате је постизао у 800 метара. Као репрезентативац Пољске учествовао је на европским такмичењима само четири пута, а у два је освајао медаље. 
На 2. Европском првенству у дворани 1971. у Софији освојио је сребрну медаљу са штафетом у  4 х 800 метара. . Штафета је трчала у саставу: [Кжиштоф Линковски]], Зенон Шордиковски,  Михал Сковронек и Казимјеж Вардак.  Годину дана касније, током следећег 3. Европског првенства у дворани у Греноблу , поново у трци штафета овог пута 4 х 4 круга освојио је бронзану медаљу. . Овај пут штафету су чинили: Зенон Шордиковски, Кжиштоф Линковски, Станислав Мещерских и Анджеј Купчик.
На првенствима Пољске четвороструки је освајач медаља: бронзане у трци на 800 метара (1972), и три златне са штафетом 4 х 400 метара (Варшава 1970, Варшава 1971 и Варшава 1974).
У Атини 5. маја 1976. Зенон Шордиковски је заједно са Јозефом Зибраком,  Михалом Сковронеком и Хенриком Василевским поставио је са штафетом 4 х 1.500 метара  национални рекорд од 15:02,6 који је опстао све до данас (2020.). 
Брат Зенона Шордиковског Хенрик вишеструки је европски првак у дворани на 1.500 метара.
Лични рекорд Зенона Шордиковског на 800 метара износи 1:47,5 постигнут (28. јуна 1971. у Варшави.